# Philip Bennett
Pas d'image ? Cliquez ici
Philip Bennett, né le 6 octobre 1971 à Birmingham est un pilote automobile britannique. Il compte notamment deux participations aux 24 Heures du Mans, en 2005 et 2009. De 2001 à 2003, il participe au championnat britannique des voitures de tourisme.

## Carrière
De 2001 à 2003, il participe au championnat britannique des voitures de tourisme.
En septembre 2001, à Silvertsone, il remporte sa première course en championnat britannique des voitures de tourisme sur Vauxhall Astra, après avoir obtenu la pole position la veille.
Début octobre 2002, il pilote en Renault Sport Clio Trophy lors d'une course qui a lieu sur le circuit de Donington.
Il participe ensuite à la saison 2004 des Le Mans Endurance Series au volant de la Saleen S7-R de Graham Nash Motorsport,,.
L'année suivante, il prend part pour la première fois aux 24 Heures du Mans. Il y pilote la Courage C65 de Kruse Motorsport engagée en catégorie LMP2. Il se classe à la vingt-quatrième place du classement général au terme de la course, soit au pied du podium de la catégorie,. En parallèle, il dispute les courses des Le Mans Endurance Series.
En 2006, il remplace Chris Niarchos à Brno, dans le baquet de la Ferrari F430 GTC de Scuderia Ecosse en championnat FIA GT.
En 2007, en Britcar (en), il remporte le titre pilote dans la catégorie GT3.
En juin 2009, il est titularisé pour piloter la Zytek de Barazi Epsilon aux 24 Heures du Mans. Il termine l'épreuve à la vingt-huitième place du général.